# Vlag van Oostburg

Vlag van Oostburg
(1971-2003)

Vlag van Oostburg
(1923-1971)

De vlag van Oostburg werd op 13 mei 1971 bij raadsbesluit vastgesteld als de gemeentelijke vlag van de Zeeuwse gemeente Oostburg. De vlag kan als volgt worden beschreven: 
Geschuind in de zin van de vluchtdiagonaal van zeven banen, wit, zwart, wit, blauw, wit, zwart en wit in de verhouding 3:2:2:3:2:2:3.
De kleuren van de vlag zijn ontleend aan het gemeentewapen van 1971. Het ontwerp was van J.A.J. Boekhout.
Op 1 januari 2003 ging de gemeente op in Sluis, waardoor de vlag als gemeentevlag kwam te vervallen.

## Voorgaande vlag
Voor de gemeentelijke herindeling van 1 april 1970 waarbij Breskens, Cadzand, Groede, Hoofdplaat, IJzendijke, Nieuwvliet, Oostburg, Schoondijke, Waterlandkerkje en Zuidzande. werden samengevoegd, was er sprake van een veel kleinere gemeente Oostburg. Deze gemeente had een vlag die op 31 juli 1923 was vastgesteld en de volgende omschrijving had:
Drie evenhoge banen van zwart, wit en groen.
Nadrukkelijk werd hierbij vermeld dat de symbolen uit het gemeentewapen, dus het zwaard en de burcht, op de middelste baan aangebracht mochten (dus niet moesten) worden.

## Verwante afbeeldingen

Het wapen van Oostburg (1971)
Het wapen van Oostburg (1817)

Aardenburg 
· Arnemuiden 
· Axel 
· Baarland 
· Biervliet 
· Biggekerke 
· Borssele 
· Breskens 
· Brouwershaven 
· Bruinisse 
· Burgh 
· Domburg 
· Dreischor 
· Driewegen 
· Duiveland 
· Ellewoutsdijk 
· 's-Gravenpolder 
· Groede 
· Haamstede 
· 's-Heer Abtskerke 
· 's-Heer Arendskerke 
· Hoedekenskerke 
· Hontenisse 
· IJzendijke 
· Kloetinge 
· Kortgene 
· Koudekerke 
· Krabbendijke 
· Kruiningen 
· Mariekerke 
· Meliskerke 
· Middenschouwen 
· Nieuw- en Sint Joosland 
· Nisse 
· Noordgouwe 
· Oostburg 
· Oostkapelle 
· Oud-Vossemeer 
· Oudelande 
· Ovezande 
· Poortvliet 
· Retranchement 
· Rilland-Bath 
· Ritthem 
· Sas van Gent 
· Scherpenisse 
· Schoondijke 
· Sint-Annaland 
· Sint Jansteen 
· Sint-Maartensdijk 
· Sint Philipsland 
· Sluis 
· Sluis-Aardenburg 
· Stavenisse 
· Valkenisse 
· Vogelwaarde 
· Waarde 
· Waterlandkerkje 
· Wemeldinge 
· Westdorpe 
· Westerschouwen 
· Westkapelle 
· Wissenkerke 
· Wolphaartsdijk 
· Zaamslag 
· Zierikzee 
· Zuiddorpe 
· Zuidzande